# Euceratomycetaceae
Euceratomycetaceae es una familia de hongos en el orden Laboulbeniales. Estos hongos, son propios de zonas templadas, tienden a ser parasitarios o epibióticos sobre exoesqueletos de insectos.